# Saint-Georges-des-Agoûts
Saint-Georges-des-Agoûts é uma comuna francesa na região administrativa da Nova Aquitânia, no departamento de Charente-Maritime. Estende-se por uma área de 6,31 km². Em 2010 a comuna tinha 290 habitantes (densidade: 46 hab./km²).